# 东湖渠站
东湖渠站是北京地铁14号线上的一座车站，于2014年12月28日随14号线东段开通一同投入使用。车站位于北京市朝阳区东湖街道广顺北大街、望京北路交叉口。

## 位置
东湖渠站位于东北四环外，望京地区北部，广顺北大街（南北向）与望京北路（东西向）、利泽中街（东西向）的两个交叉口间，沿广顺北大街南北走向布置。

## 车站结构

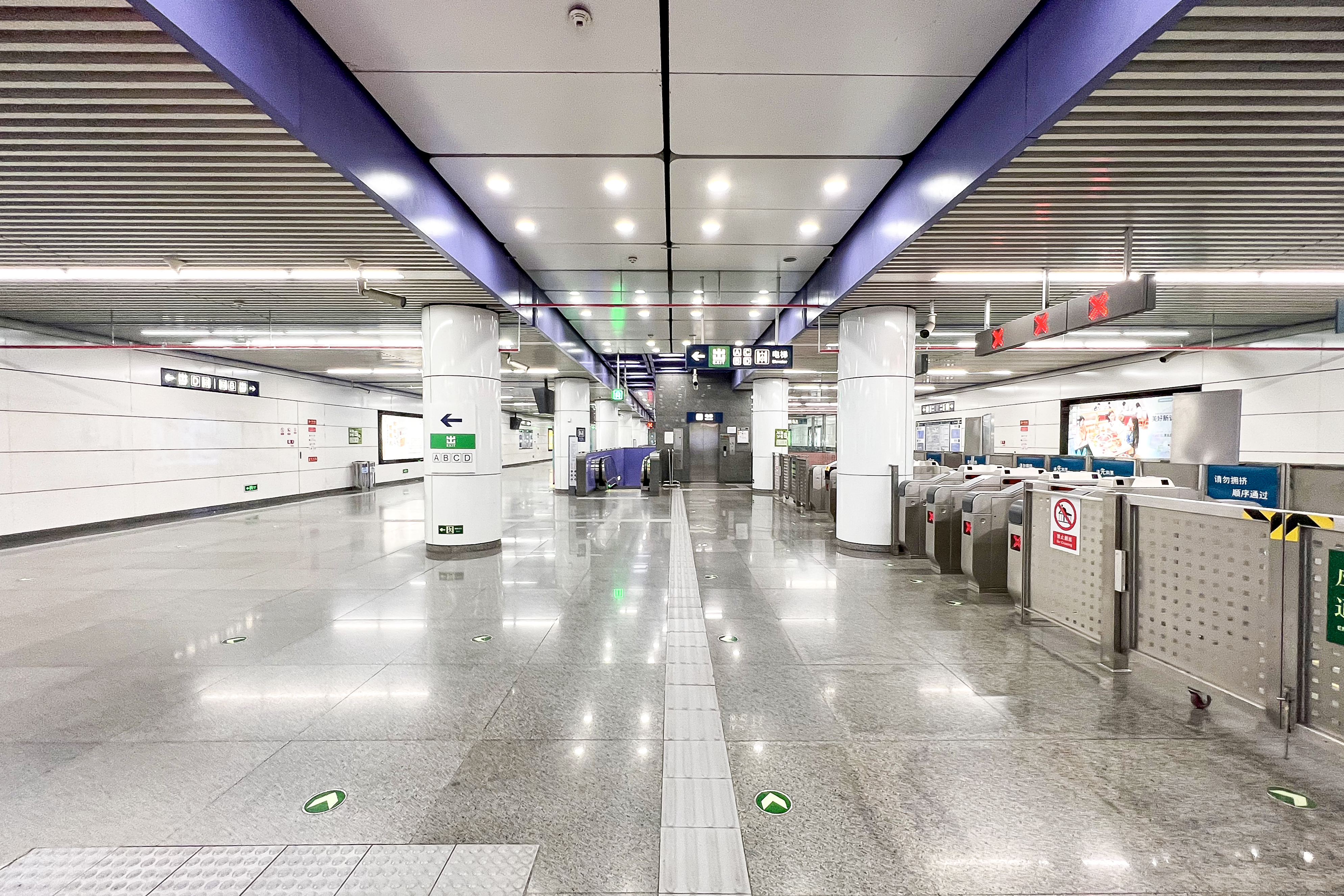
站厅

东湖渠站为地下二层车站，双柱三跨结构，采用12米岛式站台，车站结构全长255米，有效站台长度138米，覆土厚4.4米。设置4个出入口。厕所位于张郭庄方向车头。

### 楼层
| G                 | 地面 | 出入口 |
| B1                | 站厅 | 客服中心、自动售票机、进出站闸机                                                                          |
| B2                | 站台 | \| \| \| █ 14号线往张郭庄（望京） \| \| 島式 · 開左邊车门 \| \| \| \| \| \| █ 14号线往善各庄（来广营） \| |
|                   |      | █ 14号线往张郭庄（望京）                                                                                  |
| 島式 · 開左邊车门 |      | |
|                   |      | █ 14号线往善各庄（来广营）                                                                                |

### 站台
东湖渠站设有1个岛式站台，位于广顺北大街地底。站台中部设有通往站厅的直梯。

## 出入口
东湖渠站设A、B、C、D四个出入口，其中B口和D口设有直梯，C口设有通往周边商业设施的通道。
|                       |            |                                              |      |            |
| 编号                  | 指示       | 建议前往的目的地                             | 照片 | 无障碍设施 |
| 出口 · A              | 广顺北大街 | 广顺北大街、利泽西园、六佰本商业街           |      | 不適用     |
| 出口 · B · 升降机标志 | 望京北路   | 广顺北大街、叶青大厦                         |      |            |
| 出口 · C              | 广顺北大街 | 广顺北大街（东侧）、利泽中一路（西侧）       |      | 不適用     |
| 出口 · D · 升降机标志 | 广顺北大街 | 广顺北大街、利泽中街、利泽西街、六佰本商业街 |      |            |
| 註： 設有             |            |                                              |      |            |